# Straßenbahn Oran
Die Straßenbahn Oran (arabisch ترامواي وهران) ist das seit dem 2. Mai 2013 in Betrieb befindliche Straßenbahnnetz in der Stadt Oran, der zweitgrößten Stadt Algeriens. Der erste Abschnitt umfasst eine Länge von 18,7 km und 32 Stationen und verbindet Sidi Maarouf im Stadtwesten mit dem Zentrum und der Gemeinde Es Senia im Südosten.

## Geschichte

Straßenbahnnetz 1942

Im Jahr 1898 wurde in Oran die erste Straßenbahn eröffnet und bald dehnte sich das Netz auf sechs Linien aus, ehe dieses 1950, größtenteils aus wirtschaftlichen Gründen, stillgelegt wurde.
Im Jahr 2006 wurde eine Machbarkeitsstudie für den Neubau einer Straßenbahn durch das französische Unternehmen Ingerop durchgeführt, worauf 2009 die Arbeiten an der neuen Trasse unter der Leitung der TRAMNOUR begannen.
Der kommerzielle Betrieb des ersten Abschnitts, der 18,7 km und 32 Stationen umfasste, wurde nach mehreren Verzögerungen am 2. Mai 2013 aufgenommen. Die offizielle Eröffnung fand bereits einen Tag früher durch den algerischen Verkehrsminister Amar Tou und den Wali von Oran, Abdekmalek Boudiaf statt.
Der Bau des ersten Abschnitts wurde von mehreren stadtentwicklerischen Maßnahmen begleitet, wie die Neugestaltung und -bepflanzung mehrerer Straßenzüge und Plätze. Die Gesamtkosten werden auf 400 Millionen Euro geschätzt.

## Betrieb
Die Straßenbahn Oran fährt von 5.00 Uhr morgens bis 23.00 Uhr abends, mit einem 4-Minuten-Takt in Spitzenzeiten.
Am 24. Mai 2012 übernahm die RATP-Gruppe durch ein Joint Venture den Betrieb und die Wartung aller algerischen Straßenbahnen, einschließlich der Oraner. Die RATP Dev betreibt dieses Joint Venture, das „Unternehmen für den Straßenbahnbetrieb“ (SETRAM), zu 49 % neben der ETUSA, die 36 % der Anteile hält und der Metro von Algier (EMA), die 15 % hält. SETRAM ist somit für einen Zeitraum von zehn Jahren für den Betrieb, die Betriebsplanung und Wartung, sowie Instandhaltung der Oraner Straßenbahn verantwortlich.

## Fahrzeuge
Die Straßenbahn Oran erhielt zunächst 30 Fahrzeuge des Typs Citadis 302 aus dem Alstom-Werk Santa Perpetua de Mogoda in Spanien. Im Herbst 2011 war die Auslieferung der Fahrzeuge abgeschlossen. Ein Zug besitzt eine Kapazität von 325 Plätzen (72 Sitzplätze und 253 Stehplätze), sowie eine Klimaanlage und ein Fahrgastinformationssystem, sowohl auf Arabisch, als auch auf Französisch. Alle Bahnsteige sind auf die niederflurigen Fahrzeuge abgestimmt und sorgen so für eine Nutzbarkeit für Menschen mit eingeschränkter Mobilität. Die fünfteiligen Multigelenkwagen sind 33 m lang und 2,65 m lang.
2012 und 2013 wurden 21 weitere Fahrzeuge des gleichen Typs vom Joint Venture Cital in Annaba hergestellt. Sieben davon verblieben jedoch bis mindestens 2025 beim Hersteller, da sie erst mit Umsetzung von Netzerweiterung benötigt werden. Eines der 30 in Spanien gebauten Fahrzeuge wurde nach einem Unfall bereits 2016 verschrottet.

## Verlauf
Die bislang einzige Linie der Oraner Straßenbahn bedient seit 2013 Sidi Maarouf im Stadtwesten, Hai Sabah, den Campus der University of Science and Technology (USTO), das Gerichtsgebäude, Dar El Beida, das Plateauviertel Saint-Michel, die Innenstadt, M'dina El Jadida, Baker und Es Senia.
| Linie | Stationen | Länge (in km) | Halte- stellen |
| ----- | --- | ------------- | -------------- |
| 1     | Es Senia – Es Senia Sur – Es Senia Centro – Moulay AEK – IGMO-Université Dr Taleb – Cité Volontaire ENSET – Lycée Les Palmiers – Jardin Othmania – Cité Universitaire Hai El Badr – Sûreté de la wilaya BD ANP – Palais des Sports – Ghaouti-Dar El Hayat – M'dine El Djadida – Houaha Tlemcen – Place Mokrani – Place 1er Novembre – Emir AEK – Gare SNTF ( Hauptbahnhof) – Colonnel A. Benanderezzak – Les frères Moulay – Maalem Bentayeb – Les Castors – Mosquée Ibn Badis – Palais de Justice – Carrefour 3 Cliniques – Cité USTO – Université USTO – Hôpital 1er Novembre – USTO-Bifurcation. Bd. Pépinière – Hai El Yasmine – Hai El Sabbah – Gare Routière/Sidi Maarouf ( Busbahnhof) | 18,7          | 32             |

## Planungen
Mehrere Erweiterungen des Straßenbahnnetzes wurden geplant:
- ausgehend von USTO-Bifurcation. Bd. Pépinière nördlich nach Bir El Djir (8,3 Kilometer)
- ausgehend von USTO-Bifurcation. Bd. Pépinière nordöstlich nach Belgaid und von dort ebenfalls nach Bir El Djir (8,0 Kilometer)
- bei Ghaouti-Dar El Hayat kreuzend: vom Busbahnhof Gare Routière Hattab westlich nach Hai Ben Arba (8,6 Kilometer, 12 Haltestellen)
- ausgehend von Es Senia zum Flughafen Oran Es Sénia (4,6 Kilometer)

Ihre Realisierung ist jedoch (Stand März 2025) nicht absehbar. Bei der Haltestelle USTO-Bifurcation. Bd. Pépinière sind jedoch bereits einige Weichen und Kreuzungen für die beiden dort ansetzenden Strecken eingebaut.